# Nóvenke (Crimea)
|  | Per a altres significats, vegeu «Nóvenke». |

Nóvenke (en (ucraïnès): Новеньке, en rus: Новенькое, Nóvenkoie) és un poble de la República Autònoma de Crimea a Ucraïna, que el 2014 tenia 563 habitants. Pertany al districte de Bakhtxissarai. Fins al 1948 la vila es deia Arankoi.

## Població
Segons les dades del 2001 la composició de la població de la vila de Nóvenke d'acord amb la llengua que empren és la següent:
| Llengua  | %     |
| -------- | ----- |
| Tàtar    | 64,58 |
| Rus      | 24,07 |
| Ucraïnès | 10,18 |
| Altres   | 0,2   |